# Vide KBC
Le Vide KBC (en anglais KBC Void ou Local Hole) est une immense région spatiale relativement vide. Il est nommé d'après les astronomes Ryan Keenan, Amy Barger et Lennox Cowie, qui l'ont étudié en 2013, bien que l'existence de cette zone avec une sous-densité ait été l'objet de différentes publications et d'articles de recherche avant 2013,.
Cette sous-densité est proposée comme étant à peu près sphérique, d'environ 2 milliards d'années-lumière (600 mégaparsecs) de diamètre. Comme pour les autres vides, il n'est pas complètement vide mais contient la Voie lactée, le Groupe local et la plus grande partie du Superamas de Laniakea. La Voie lactée se trouve à quelques centaines de millions d'années-lumière du centre du vide.
La question de savoir si l'existence du vide KBC est compatible avec le modèle ΛCDM est débattue. Alors que Haslbauer et al. défendent que des vides aussi grands que le vide KBC sont incompatibles avec ΛCDM, Sahlén et al. soutiennent en revanche que l'existence de supervides tels que le vide KBC est cohérente avec la théorie. Les galaxies à l'intérieur d'un vide subissent une attraction gravitationnelle de l'extérieur du vide, ce qui donne une valeur locale plus grande pour la constante de Hubble, une mesure cosmologique de la vitesse d'expansion de l'univers.